# Лопес, Марта
Марта Лопес Эрреро (исп. Marta López Herrero, род. 4 февраля 1990 года в Малаге) — испанская гандболистка, правый крайний румынского клуба «Рапид» (Бухарест) и женской сборной Испании; бронзовый призёр Олимпийских игр 2012 года и серебряный призёр чемпионата Европы 2014 года.

## Карьера
Воспитанница школы клуба «Алкобендас», в составе которого играла до 2012 года, в том году перешла во французский «Флёри-Луаре». В конце 2013 года была признана лучшей правой крайней чемпионата Франции на церемонии «Ночь гандбола». В 2016 году после истечения срока контракта вернулась в Испанию в команду «Бера-Бера».
В составе сборной Испании Лопес сыграла 73 матча, отличившись 155 раз. Серебряный призёр чемпионата Европы 2014 года, бронзовый призёр Олимпийских игр 2012 года. На Олимпиаду была дозаявлена после травмы Кармен Мартин.

## Достижения

### Клубные
- Чемпионка Франции: 2015
- Победительница Кубка Франции: 2014
- Победительница Кубка французской лиги: 2016

### В сборной
- Бронзовый призёр Олимпийских игр: 2012
- Серебряный призёр чемпионата Европы: 2014